# Vila-riquer
Vila-riquer és una masia del municipi de Montclar (Berguedà) inclosa en l'Inventari del Patrimoni Arquitectònic de Catalunya.

## Descripció
És una masia de planta força irregular formada per dos cossos que responen als esquemes clàssics de masia, disposats un adossat davant de l'altre, donant un aspecte peculiar. Als seus volants a més hi ha altres construccions baixes adossades, edificis secundaris que reforcen aquest aspecte confús del conjunt. Està estrcurada en planta baixa i pis, amb coberta a dues aigües de teula àrab tot i que els dos cossos són lleugerament diferents pel que fa a l'alaçada. Les obertures són poques i allindanades, força simples. La porta d'entrada és un arc de mig punt adovellat, avui quasi tapat per una construcció que tapa les dovelles laterals, fet que ens fa pensar que les dependències secundàries són de moments posteriors. El parament és força irregular, tot de pedra unida amb morter.

## Història
D'orígens molt antics, s'esmenta ja en el fogatge de 1553 amb el nom de vila-riquer. L'etimologia del malnom actual, format pel topònim vila, n'és una prova. Durant la baixa edat mitjana pertanyia a la jurisdicció del baró de Montclar.